# Giorgio Nelson Page
Giorgio Nelson Page (Roma, 11 settembre 1906 – Zurigo, 30 luglio 1982) è stato un giornalista e scrittore statunitense naturalizzato italiano.

## Biografia
Discendente da una delle più importanti famiglie dello stato americano della Virginia, padre americano e madre italiana (Maria Luisa Roca), era nipote di un ammiraglio dell'esercito sudista, Richard Lucian Page, celebre per aver consegnato la sua nave agli spagnoli pur di non farla cadere in mani nordiste.
Nel 1933 prese la cittadinanza italiana. Aderì al fascismo e gli vennero affidati importanti incarichi al Ministero della cultura popolare. Per questo, alla caduta del fascismo, venne rinchiuso dagli Alleati nel campo d'internamento di Padula (SA).
Durante la seconda guerra mondiale diresse i servizi tecnici della Radiodiffusione per l'Estero. Nel dopoguerra fu direttore capo-divisione dell'Ufficio Stampa dello Spettacolo presso la Presidenza del Consiglio.
Fondò nel 1958 il settimanale satirico e scandalistico di destra Lo Specchio, che diresse per tutti gli anni sessanta.

## Opere
- Giorgio Nelson Page, L'Americano di Roma, Milano, Longanesi, 1950.
- Giorgio Nelson Page, Il nuovo americano di Roma, Milano, Longanesi, 1951.
- Giorgio Nelson Page, Il racconto di Rosa Bathurst, Roma, Gherardo Casini, 1952.
- Giorgio Nelson Page, Sinfonia americana, Roma, Gherardo Casini, 1953.
- Giorgio Nelson Page, Padula, Roma, Edizioni Mediterranee, 1956.
- Alberto Perrini e Giorgio Nelson Page, Purosangue : tre atti e otto quadri, Palermo, IRES, 1958.
- Giorgio Nelson Page, Scimmia degradata, Roma, G. Volpe, 1979.